# Euryalidae
Famille
Les Euryalidae sont une famille d'ophiures (échinodermes) de l'ordre des Euryalida.

## Caractéristiques

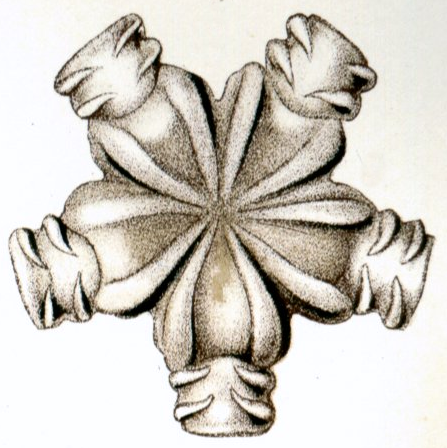
Disque central d'une Ophiocreas oedipus (par Ernst Haeckel, 1904).

Ce sont des ophiures planctonivores pourvues de très longs bras ramifiés ou non, permettant de filtrer l'eau de mer en piégeant le plancton, un peu à la manière de leurs cousines les comatules. Les espèces littorales vivent tassées en boule pendant la journée, et étendent leurs bras la nuit tombée pour se nourrir. La plupart des espèces sont cependant inféodées aux eaux froides ou abyssales.
Cette famille est très proche des Gorgonocephalidae, mais s'en distingue par l'absence de crochets sur les bras. Elle contient les anciennes familles des Asteroschematidae et Astrocharidae.

## Liste des genres
Selon World Register of Marine Species (8 janvier 2019) :
- genre Asteromorpha Lütken, 1869 -- 3 espèces
- genre Asteroschema Örstedt & Lütken in Lütken, 1856 -- 33 espèces
- genre Asterostegus Mortensen, 1933 -- 3 espèces
- genre Astrobrachion Doederlein, 1927 -- 2 espèces
- genre Astroceras Lyman, 1879 -- 14 espèces
- genre Astrocharis Koehler, 1904 -- 3 espèces
- genre Euryale Lamarck, 1816 -- 2 espèces
- genre Ophiocreas Lyman, 1879 -- 13 espèces
- genre Squamophis Okanishi & al., 2011 -- 3 espèces
- genre Sthenocephalus Koehler, 1898 -- 2 espèces
- genre Trichaster L. Agassiz, 1836 -- 3 espèces (+1 éteinte)

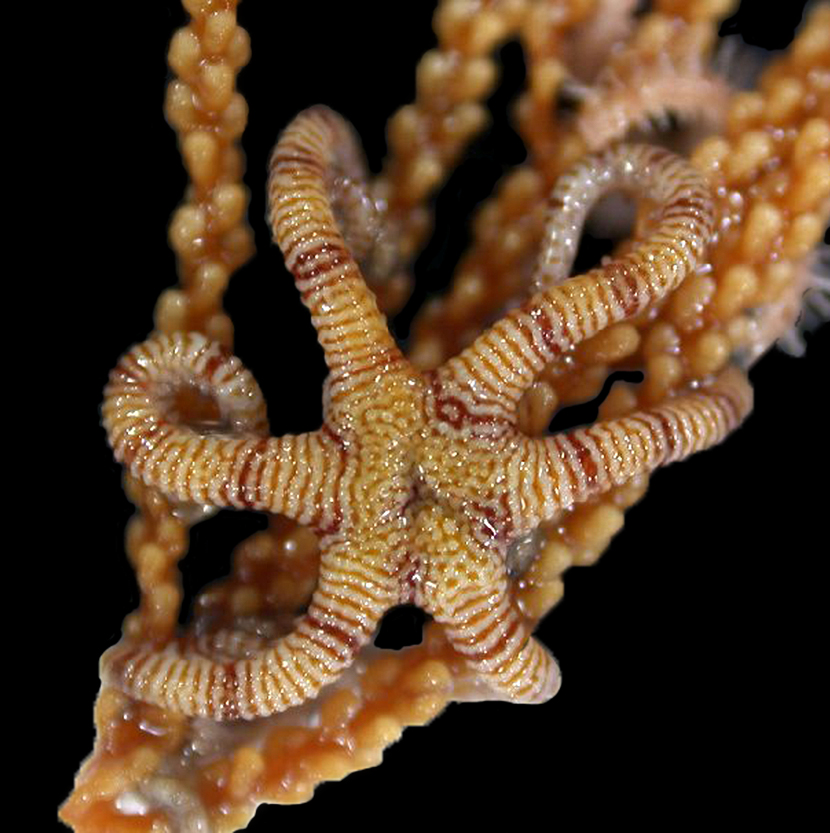
Asteromorpha koehleri.
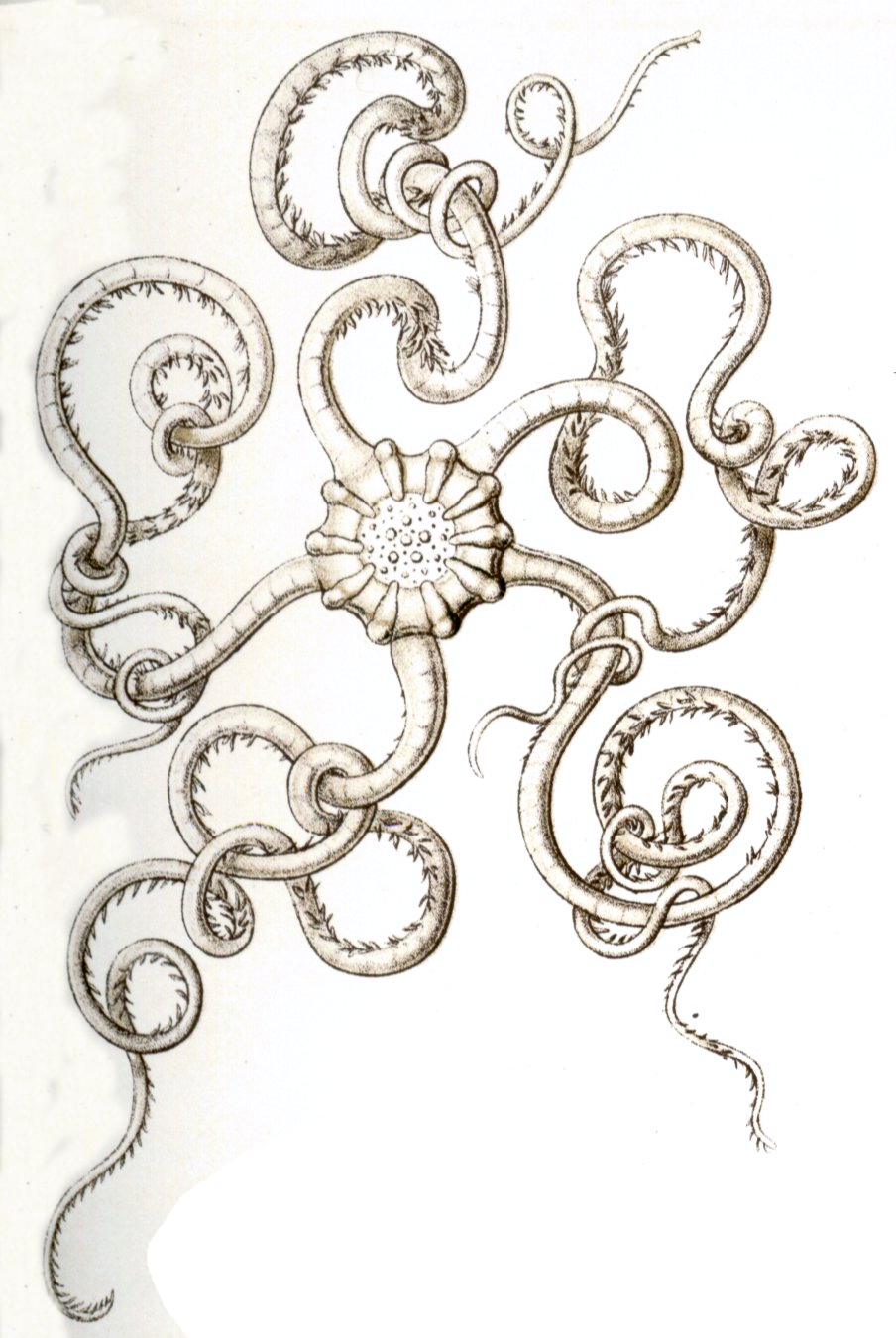
Asteroschema brachiatum.
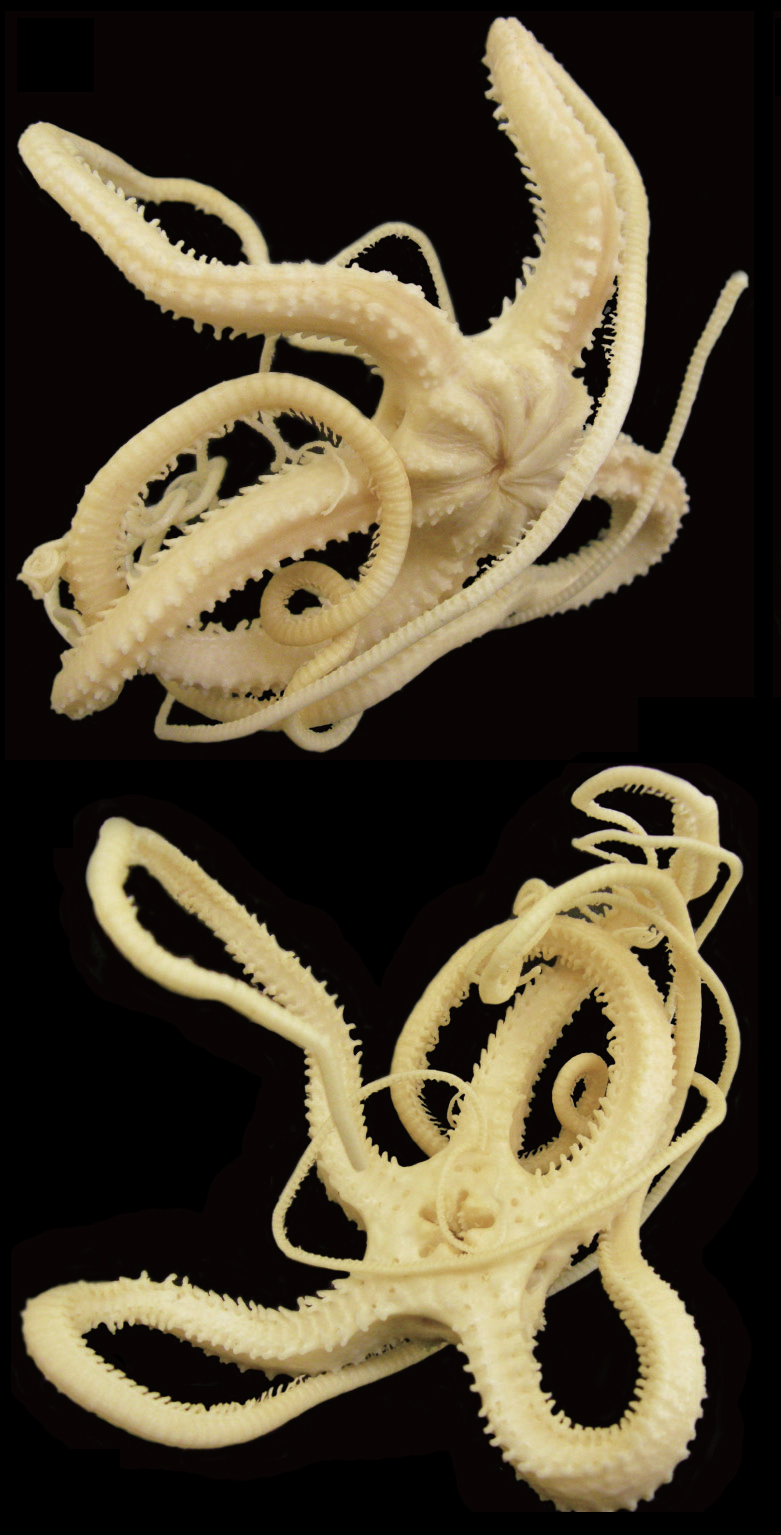
Asterostegus maini.
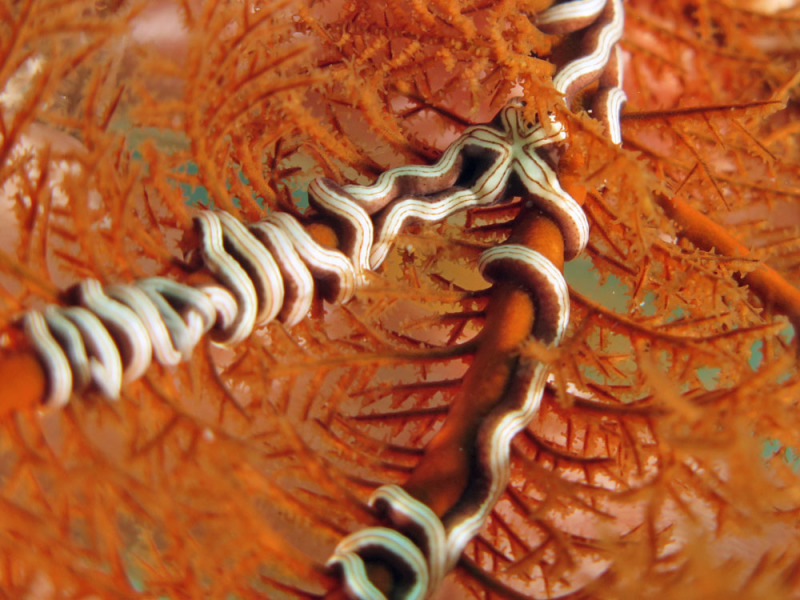
Astrobrachion adhaerens en Australie.
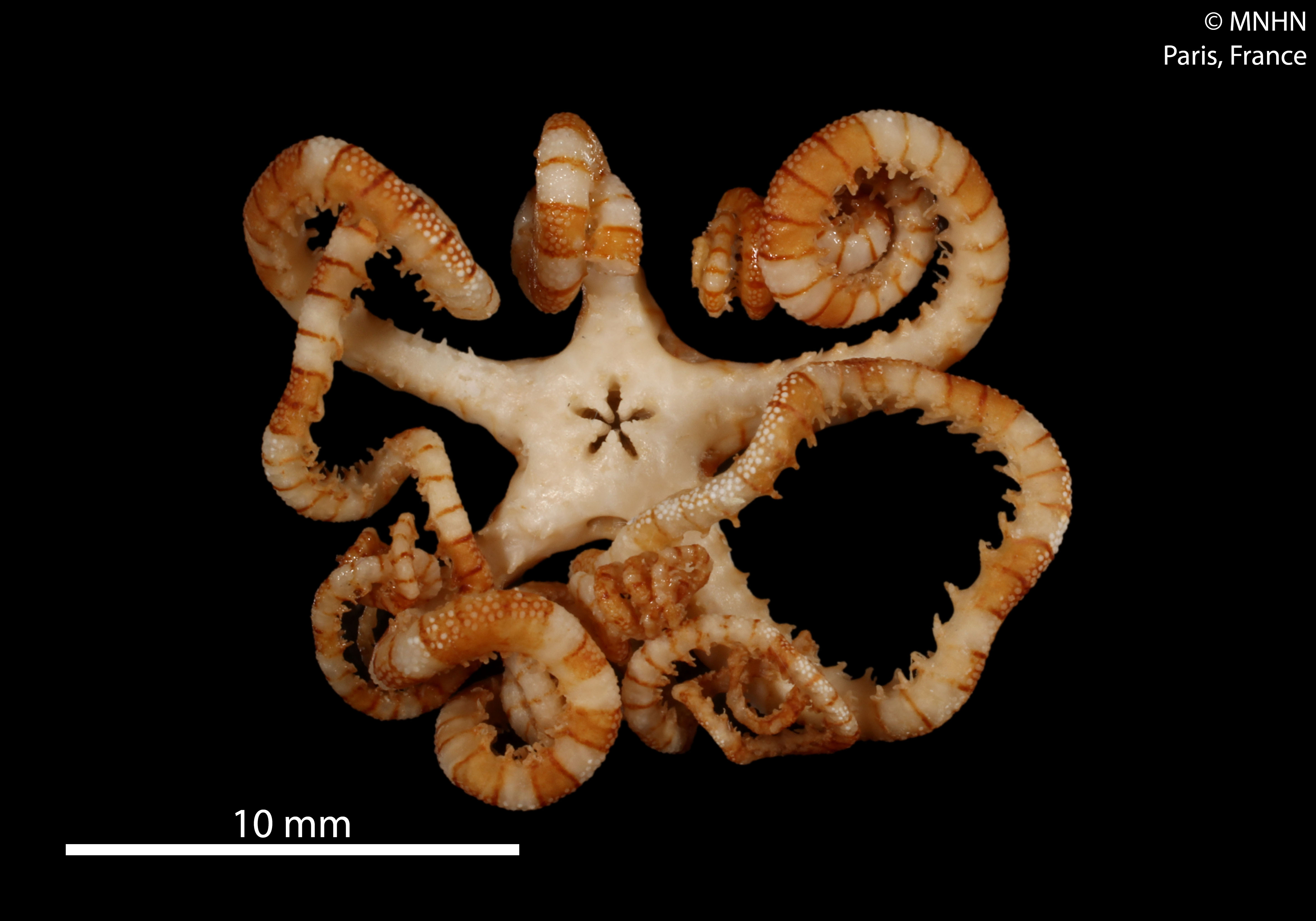
Astroceras aurantiacum, face orale.
Astrocharis ijimai
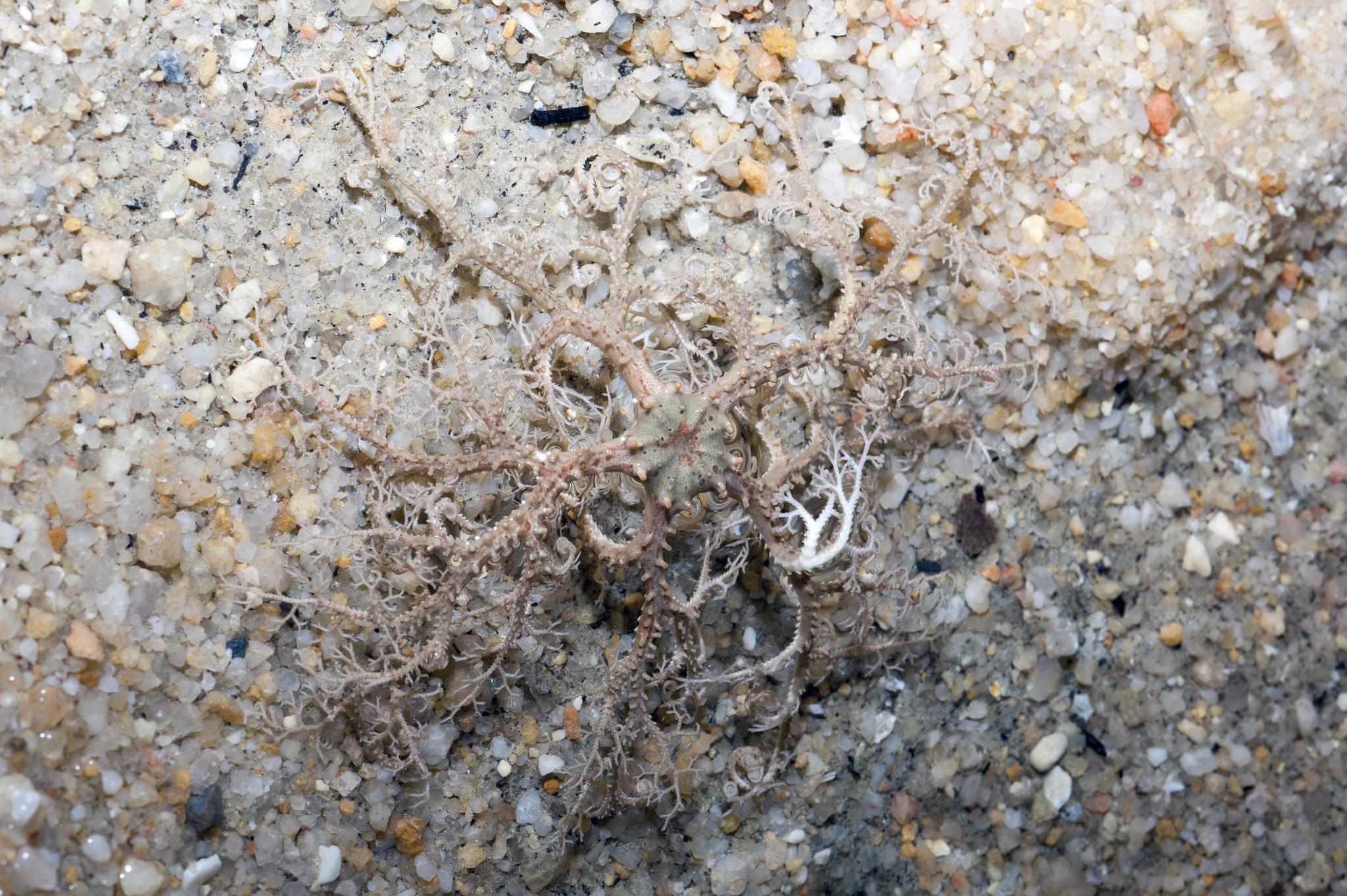
Euryale aspera à Singapour.
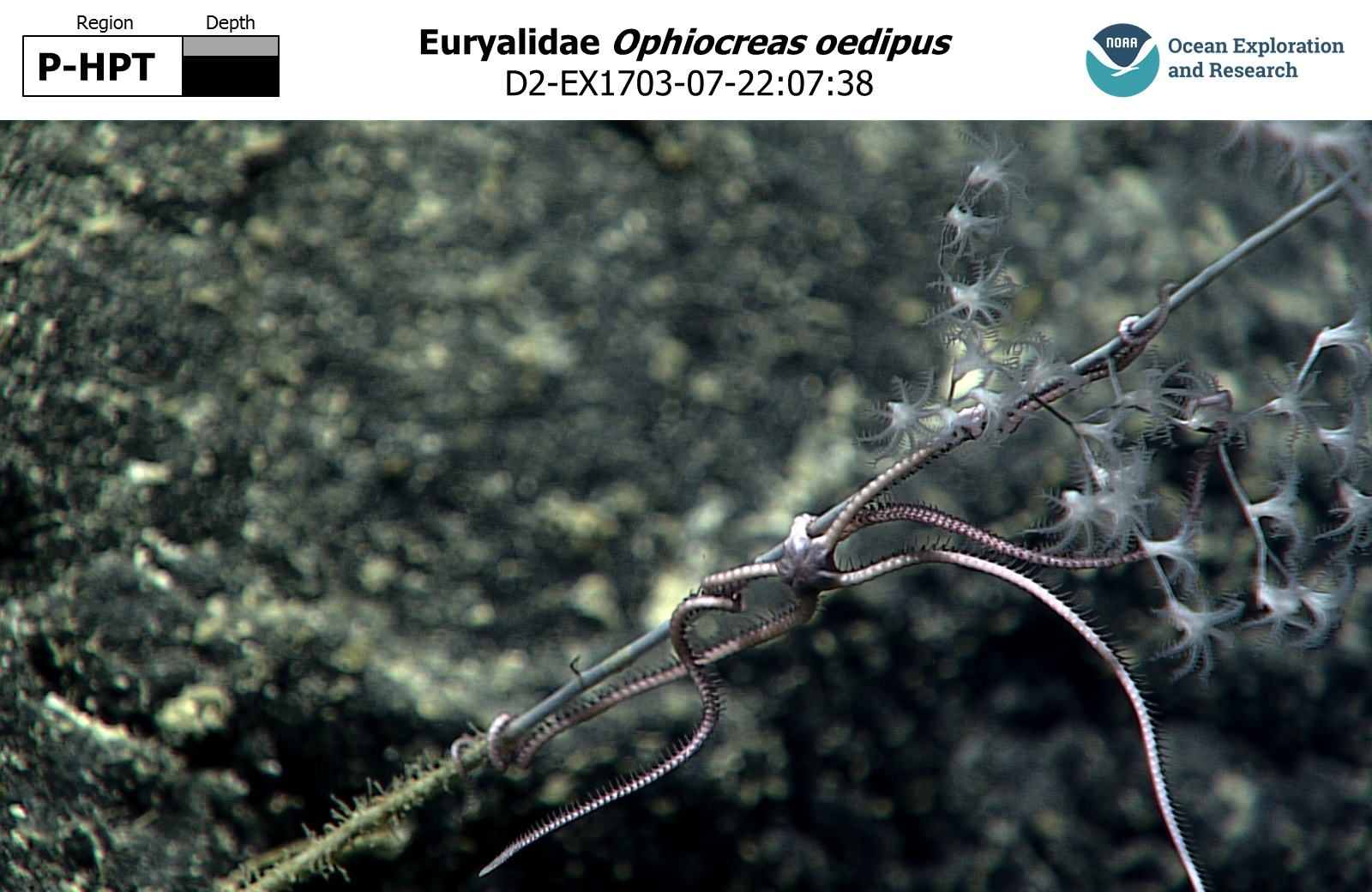
Ophiocreas oedipus.
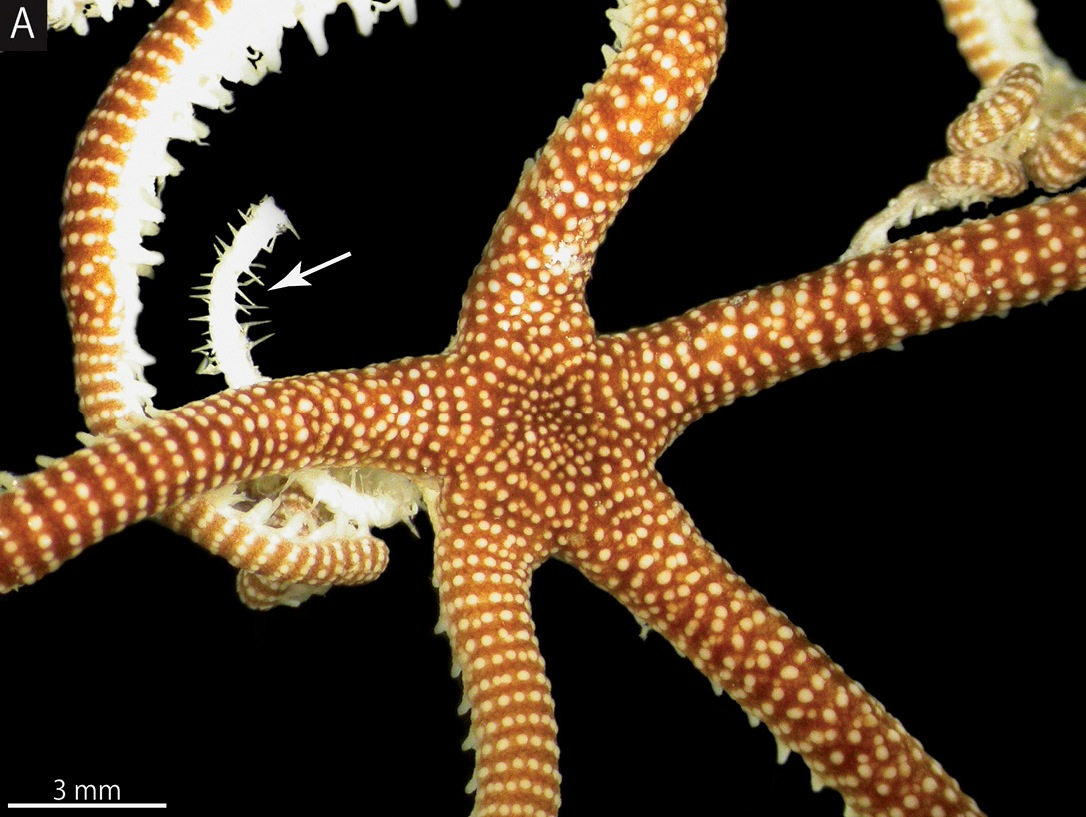
Squamophis albozosteres.
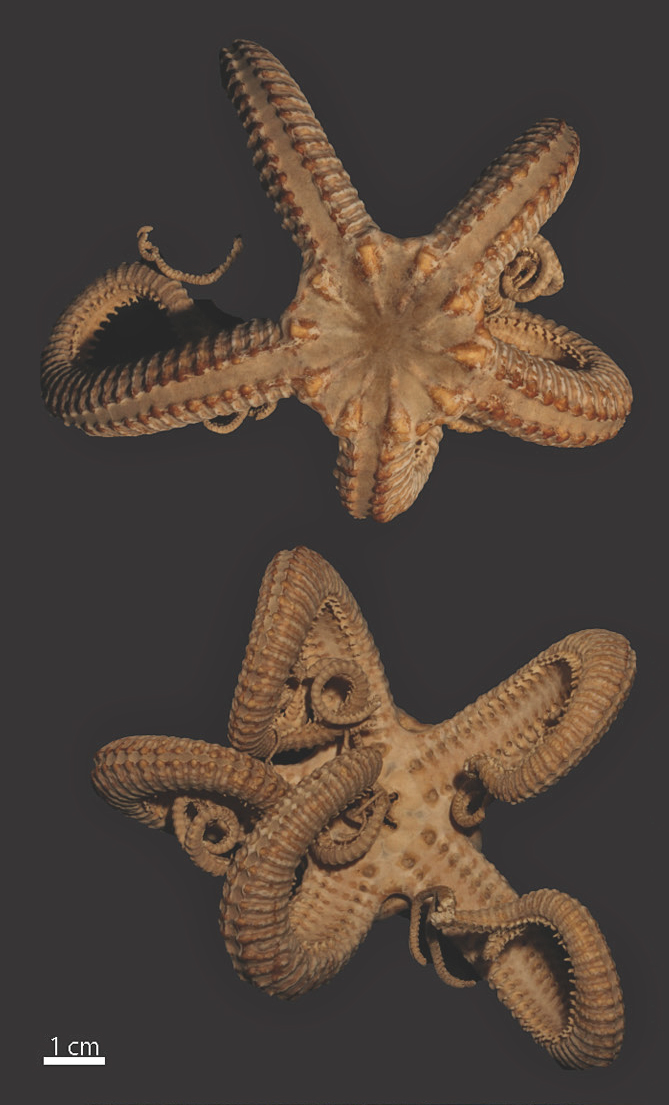
Trichaster flagellifer.